# Hidegpont
Hőmérséklet mérésére a műszaki gyakorlatban zömmel hőelemeket használnak. Ez két különböző fém összehegesztésével, hidegfolyatásával, vagy összeforrasztásával készül. A zárt áramkörben használt két különböző fém szabad végét megállapodás szerint a rendszer hidegpontjának nevezik.

## Működése
Ha az így kialakított hely (melegpont) hőmérséklete eltér a közösített huzalok szabad végének (hidegpont) hőmérsékletétől, akkor a közösítés helyén elektromotoros erő támad. (Lényeges megjegyezni, hogy a melegpont hőmérséklete a hidegpont hőmérsékleténél alacsonyabb is lehet. A megnevezés nem a hőmérsékletre, hanem a megállapodásra vonatkozik!)